# Territori de Jervis Bay
El Territori de Jervis Bay (en anglès, Jervis Bay Territory) és un dels territoris federals d'Austràlia, administrat directament pel govern federal.
L'origen del territori es remunta a 1915, quan fou segregat de l'estat de Nova Gal·les del Sud per a afegir-lo al Territori de la Capital Australiana (TCA), de manera que aquest tingués sortida al mar, encara que no hi ha continuïtat geogràfica entre ambdós territoris. El 1989 es va separar administrativament del TCA, encara que electoralment hi segueix integrat.
El Territori de Jervis Bay ocupa només 67 km2 a la costa del mar de Tasmània, a 150 km a l'est de Canberra. El 90% de la superfície està reconegut actualment com a terra aborigen. La seva població, d'uns 700 habitants, fluctua molt pel fet d'estar relacionada sobretot amb l'Escola de la Marina Australiana, que hi és radicada. La comunitat aborigen és d'unes 200 persones.